# Dirk Pejril
Dirk Pejril (* 1969) ist ein deutscher Polizeibeamter. Seit 2022 ist er Präsident des Verfassungsschutzes Niedersachsen. 

## Werdegang
Pejril ging 1991 zur Polizei und absolvierte beim Bundeskriminalamt eine Ausbildung im gehobenen Kriminaldienst. Dort war er bis 1999 tätig und wechselte dann zur Polizei Niedersachsen, wo er bis 2001 im Landeskriminalamt Niedersachsen und im Niedersächsischen Innenministerium tätig war. Nach seiner Ausbildung für den höheren Dienst hatte er 2003 verschiedene Funktionen im Landeskriminalamt, in der Polizeidirektion Hannover sowie im Innenministerium inne. Später leitete er das Dezernat Kriminalitätsbekämpfung bei der Polizeidirektion Göttingen. 2010 wurde er Leiter des Zentralen Kriminaldienstes in Göttingen mit rund 160 Mitarbeitern. Nach dem rot-grünen Sieg bei der Landtagswahl in Niedersachsen 2013 holte ihn der neue niedersächsische Innenminister Boris Pistorius (SPD) ins Innenministerium. Dort war er als Referatsteilleiter für den Bereich Strategie, Technik und Finanzen zuständig. Im Juni 2018 wurde er Leiter des Referats für Kriminalitätsbekämpfung, in dem alle wichtigen Informationen über die Kriminalitätslage in Niedersachsen zusammenlaufen, unter anderem zur Politisch motivierten Kriminalität. Im Dezember 2018 wurde Pejril zum Polizeidirektor befördert. Pejril wurde auf Vorschlag des niedersächsischen Innenministers Boris Pistorius und mit Zustimmung der Niedersächsischen Landesregierung am 23. Dezember 2022 zum neuen Präsidenten des Niedersächsischen Verfassungsschutzes ernannt. Er trat die Nachfolge von Bernhard Witthaut an, der im Oktober 2022 in den Ruhestand gegangen war.

## Kritik
Pejril geriet 2021 wegen der „Northeimer Polizeiaffäre“ ins Visier von Innenpolitikern im Innenausschuss des Niedersächsischen Landtags. Zuvor hatte es im Februar 2021 seitens des Niedersächsischen Innenministeriums Vorhaltungen gegenüber Polizeibeamten in Northeim gegeben, dass sie durch Untätigkeit einen fortgesetzten Kindesmissbrauch im Zusammenhang mit dem Missbrauchsfall Lügde begünstigt hätten. Später kam die Staatsanwaltschaft Göttingen zu dem Schluss, das den Northeimer Beamten kein strafrechtlich relevantes Handeln vorzuwerfen war. Im Landtag kursierte der Verdacht, die Kritik sei von Pejril und Landespolizeipräsident Axel Brockmann aufgebauscht worden. Es stand der Verdacht im Raum, das Innenministerium habe die Kritik stark zugespitzt, um einen nachvollziehbaren Grund zu haben, im Februar 2021 den für Northeim zuständigen Göttinger Polizeipräsidenten Uwe Lührig in den einstweiligen Ruhestand zu versetzen. Er habe das Vorgehen der Polizei Northeim gerechtfertigt und die Aufklärung nicht vorantreiben wollen.

## Privates
Dirk Pejril lebt mit seiner Ehefrau und zwei Töchtern in Hattorf am Harz.